# Lager Omarska
Koordinaten: 44° 52′ 9″ N, 16° 52′ 58″ O
Das Gefangenenlager Omarska befand sich während des Bosnienkrieges in Omarska, einer Bergarbeiterstadt in der Nähe von Prijedor im Norden Bosnien-Herzegowinas. Das Lager, in dem Kämpfer der Republika Srpska (RS) insgesamt zwischen 5.000 und 7.000 (mehrheitlich) Bosniaken und Kroaten aus der Umgebung von Prijedor gefangen hielten, existierte vom 25. Mai bis etwa zum 30. August 1992.
Die offizielle serbische Bezeichnung war: Sammellager und Untersuchungslager um verdächtige „Paramilitärs“ gefangen zu halten. Gemäß dem Internationalen Strafgerichtshof für das ehemalige Jugoslawien (ICTY) wurden an diesem Ort Gefangene ermordet, gefoltert, Massaker und Vergewaltigungen verübt.
Über die Zahl der ermordeten Menschen in diesem Lager gibt es unterschiedliche Angaben. Die Organisationen Human Rights Watch und die UNHCR gehen von Opferzahlen zwischen 4.000 und 5.000 getöteten Personen aus, die im Lager entweder systematisch umgebracht oder deren Tod billigend in Kauf genommen wurde. Nach dem Ende des Krieges wurden in zwei in der Nähe gelegenen Massengräbern 773 Leichen entdeckt. Im Gebiet um Prijedor wurden zwischenzeitlich 62 Massengräber entdeckt, die im Zusammenhang mit dem Lager stehen könnten. Zeugenaussagen von Überlebenden des Lagers und die hohe Zahl bis heute vermisster Personen aus der Region bestätigen die Vermutung über die Zahl der oben genannten Opfer.

## Hintergrund
Im Mai 1992 zwangen intensive serbische Bombardements von Orten mit bosniakischer und kroatischer Bevölkerung deren Bewohner zur Flucht aus ihren Heimatorten. Um den 25. Mai 1992, nachdem die Führung der Republika Srpska die Kontrolle über das Gebiet erobert hatte, wurden in steigender Anzahl Gefangene ins Lager Omarska gebracht.
Während der folgenden Wochen umzingelten die serbischen Truppen die Ortschaften Kozarac und Prijedor und nahmen tausende Bosniaken und Kroaten gefangen. Darunter waren auch zahlreiche Intellektuelle, Geschäftsleute und lokale Politiker. Unter anderem: Silvije Šarić (Jurist), Mato Tadić (Ingenieur), Jozo Maračić (Bauingenieur), Željko Sikora (Gynäkologe), Esad Sadiković (Arzt).
Es befanden sich auch 37 Frauen im Lager. 32 der Frauen wurden später freigelassen, 5 Frauen wurden jedoch getötet:
- Mugbila Besirević (Ökonomin)
- Edna Dautović (Studentin)
- Hajra Hodžić (Studentin)
- Velida Mahmuljin (Lehrerin)
- Sadeta Medunjanin (Professorin)

Der Lagerkomplex befand sich auf dem Gelände des örtlichen Bergbauunternehmens. Die Gefangenen wurden in Hangars und Garagen untergebracht.

## Internationale Reaktionen
Anfang August 1992 kamen die Journalisten Ed Vulliamy (The Guardian) und Roy Gutman (Newsday) auf Einladung der Führung der Republika Srpska nach Omarska und berichteten über das Lager. Diese Berichte führten schließlich dazu, dass die Vereinten Nationen begannen, die Lager zu untersuchen.
Dazu kam eine Reportage der Journalisten Vulliamy, Marshall und Williams sowie des Kameramanns Irvin, welche in einer TV-Reportage über die Lager Omarska und Trnopolje die bekannten Bilder des „Todeslagers Omarska“ zeigten. Über diese Bilder begann eine Diskussion Anfang 1993 aufgrund der Zweifel von Peter Brock in der Weltwoche.

## Aktuelle Entwicklungen
Es gelten immer noch zahlreiche Gefangene als vermisst. Zahlreiche Gebeine von Menschen, die in diesem Lager ermordet wurden, wurden in der Umgebung gefunden.
Vom ICTY wurden inzwischen einige der Verantwortlichen des Lagers wegen Kriegsverbrechen verurteilt:
- Miroslav Kvocka, Lagerleiter. Kvocka hätte mit seiner Autorität und seinem Einfluss Gewalt und Verbrechen im Lager verhindern können. Er wurde schuldig der Mithilfe an Kriegsverbrechen gesprochen und zu sieben Jahren Haft verurteilt.
- Momčilo Gruban, einer der drei Schichtführer im Lager. Da ein Schichtführer während seines Dienstes die Befehlsgewalt über das gesamte Lager innehatte und dabei nur dem Lagerkommandanten unterstand, hätte er durch seinen Einfluss Kriegsverbrechen verhindern können. Da er Misshandlungen, Morde, Folterungen und sexuelle Übergriffe seiner Untergebenen duldete, wurde er zu elf Jahren Haft verurteilt.
- Milojica Kos, einer der drei Schichtführer im Lager. Für Misshandlungen an Gefangenen, die seine Untergebenen und er persönlich ausführten, wurde er zu sechs Jahren Haft verurteilt.
- Mladjo Radic, einer der drei Schichtführer im Lager. Die ihm unterstellten Wachen gingen besonders brutal vor, Radic selber vergewaltigte und misshandelte mehrmals weibliche Gefangene. Das Tribunal verurteilte ihn zu 20 Jahren Haft.
- Željko Mejakić, Sicherheitschef des Lagers. Er wurde wegen der Duldung von Folter, Mord, Vergewaltigung weiblicher Lagerinsassen und weiterer unmenschlicher Vergehen durch seine Untergebenen und seine eigene Beteiligung daran zu 21 Jahren Haft verurteilt.
- Dragoljub Prcac, Polizei-Reservist. Er war die „rechte Hand“ des Lagerkommandanten und besaß für drei Wochen die Befehlsgewalt im Lager. Aufgrund seiner Position hatte er ungehinderten Zugang zum Lager und Einfluss auf die Wachen. Er bekam mit fünf Jahren Haft die geringste Strafe von den Verurteilten.
- Zoran Žigić, Polizeioffizier der Reserve. Er beging weitreichende und systematische Misshandlungen und Morde an Gefangenen. Das Gericht sprach ihn wegen mehrfachen Mordes und der Folter für schuldig und verurteilte ihn zu 25 Jahren Freiheitsstrafe.
- Duško Knežević, Keine offizielle Tätigkeit im Lager. Er hatte jedoch genügend Autorität, um Omarska jederzeit zu betreten und sich an den Ausschreitungen gegen die Gefangenen zu beteiligen. Er wurde wegen mehrfachen Mordes, Folterungen und Misshandlungen an männlichen Insassen, sowie sexuellen Übergriffen auf weibliche Insassen zu 31 Jahren Haft verurteilt.